# Debreczeni Dezső
Debreczeni Dezső (Békéscsaba, 1974. június 13. –) magyar kick box válogatott, mindkét szabályrendszerben (semi contact és light contact), nyolcszoros világ- és nyolcszoros Európa-bajnok, profi világbajnok kick-box versenyző, edző, sportszervező, testnevelő tanár

## Élete
Általános Iskolai tanulmányait Békéscsabán, a Szabó Pál Téri Általános Iskolába végezte el.
Végzettsége:
- 2011-2013 Szegedi Tudományegyetem Juhász Gyula Pedagógusképző Kar testnevelő tanár MSc
- 2002-2004 Semmelweis Egyetem Testnevelési és Sporttudományi Kar (TF) Sportedző kick-box sportágban
- 2000-2004 Tessedik Sámuel Főiskola Pedagógiai Főiskolai Kar, Szarvas Gyógytestnevelő szak
- 1999-2003 Tessedik Sámuel Főiskola Pedagógiai Főiskolai Kar, Békéscsaba általános iskolai tanító, testnevelés, informatika műveltségterület

Egyesülete, munkahelyei:
- 1984-től a Békéscsabai Lakótelepi SE sportolója. Edzői: Gregor László, Zrínyi Miklós
- 2003-2016 az Újkígyósi Szabadidő Sport Klub edzője
- 2008-tól a Békéscsabai Lakótelepi SE point-fighting csoportjának a Debreczeni Team-nek az edzője
- 2008-tól az Erzsébethelyi általános Iskola testnevelő tanára

1984-ben kezdte sportolói pályafutását Békéscsabán, a József Attila Lakótelepi Tömegsport Egyesületnél. Gyermekkorában igen gyenge fizikummal rendelkezett, emiatt a küzdősportot választotta. Első világbajnoki aranyát 1997-ben Dubrovnikban szerezte light contact szabályrendszerben.

## Edzői
- Gergor László (jelenlegi edző)
- Zrínyi Miklós (sportoló)

## Eredmények, kitüntetések, elismerések
- 2003-as tanévben a Tessedik Sámuel Főiskola Jó tanuló, jó sportoló kitüntetést adományozott.
- 2003-ban Sport nívódíj kitüntetés
- 1996-2007. 10 alkalommal Békés Megy év férfi sportolója kitüntetés
- 2007-ben Békéscsaba Sportjáért kitüntetést adományozott Békéscsaba Megyei jogú város önkormányzat közgyűlése
- 2008. Miniszteri elismerést vehetett át az önkormányzati és területfejlesztési minisztériumtól

| - Európa-bajnokság: Helsinki 1994 1. helyezés, semi contact - Európa-bajnokság: Caorle 1996 1. helyezés, semi contact - Világbajnokság: Dubrovnik 1997 1. helyezés, light contact - Európa-bajnokság: Kijev 1998 3. helyezés, semi contact - Európa-bajnokság: Leverkusen 1998 2. helyezés, light contact - Világbajnokság: Caorle 1999 1. helyezés, light contact - Európa-bajnokság: Jesolo 2000 1. helyezés, semi contact - Európa-bajnokság: Jesolo 2000 2. helyezés, light contact - Világbajnokság: Maribor 2001 1. helyezés, semi contact - Világbajnokság: Maribor 2001 3. helyezés, light contact - Európa-bajnokság: Jesolo 2002 1. helyezés, semi contact - Európa-bajnokság: Jesolo 2002 1. helyezés, light contact | - Világbajnokság: Párizs 2003 1. helyezés, semi contact - Világbajnokság: Párizs 2003 1. helyezés, light contact - Európa-bajnokság: Maribor 2004 1. helyezés, semi contact - Európa-bajnokság: Maribor 2004 1. helyezés, light contact - Világbajnokság: Szeged 2005 1. helyezés, semi contact - Világbajnokság: Szeged 2005 2. helyezés, light contact - Európa-bajnokság: Lisszabon 2006 3. helyezés, semi contact - Európa-bajnokság: Szkopje 2006 1. helyezés, light contact - Profi vb cím: Szombathely 2003 1. helyezés, light contact - Világbajnokság: Belgrád 2007 1. helyezés, light contact - Világbajnokság: Belgrád 2007 3. helyezés, semi contact |